# (56) Мелета
(56) Мелета (лат. Melete) — астероид главного пояса, который принадлежит к тёмному спектральному классу P (или Xk-типа), богатому органическими и безводными силикатами, а также углеродными соединениями с возможным присутствием воды в виде льда. Он был открыт 9 сентября 1857 года немецким астрономом Германом Гольдшмидтом с помощью 4-дюймового телескопа, расположенного на шестом этаже его квартиры в Латинском квартале Парижа, и назван в честь Мелеты, музы размышлений и опыта в греческой мифологии.
Японский инфракрасный спутник Akari выявил наличие на Мелете гидратированных минералов.
Астероид характеризуется низким значением альбедо, то есть поверхность астероида тёмная. Его отражательная способность — 2,6 %. (Для сравнения: самый тёмный из больших астероидов — (95) Аретуса. Его отражательная способность — 1,9 %).
Покрытие астероидом звёзд на данный момент наблюдалось дважды — в 1997 и 2002 годах.